# Rio de Contas (vattendrag)
Rio de Contas är ett vattendrag i Brasilien.   Det ligger i kommunen Piatã och delstaten Bahia, i den östra delen av landet, 700 km öster om huvudstaden Brasília.
I omgivningarna runt Rio de Contas växer huvudsakligen savannskog. Runt Rio de Contas är det glesbefolkat, med 12 invånare per kvadratkilometer.